# Signum Quartett
Das Signum Quartett ist ein in Bremen beheimatetes Streichquartett und wurde 1994 gegründet. Es spielt seit 2016 in der heutigen Besetzung.

## Tourneen
Konzertauftritte führten das Signum Quartett auf internationale Podien der Hamburger Laeiszhalle, der Liederhalle Stuttgart, der Concertgebouw Amsterdam, der Londoner Wigmore Hall und der Berliner Philharmonie bis hin zum Schleswig-Holstein Musik Festival, dem Rheingau Musik Festival, dem Aldeburgh Festival, dem Festival d’Aix-en-Provence und zu den BBC Proms. Auf Einladung des Goethe-Instituts unternahm das Ensemble Konzerttourneen, zum Beispiel nach Asien, Nord- und Südamerika sowie Afrika.
Ihr Album No.3 wurde mit dem International Classical Music Awards 2014 als beste Aufnahme in der Kategorie Kammermusik ausgezeichnet.
Rundfunkanstalten sowie die Sender der ARD, Deutschlandfunk, DRS, ORF, BBC und arte übertragen regelmäßig Konzerte des Ensembles.
Zwischen 2011 und 2013 wurde das Signum Quartett in der Reihe BBC Radio 3 New Generation Artists scheme gefördert.

## Besetzung
- Florian Donderer (Violine), bis 2015 Kerstin Dill[7][8]
- Annette Walther (Violine)
- Xandi van Dijk (Viola), 2004 bis 2006 Valentin Eichler
- Thomas Schmitz (Violoncello)

## Künstlerische Entwicklung
Intensive Studien erfolgten mit dem Alban Berg Quartett, dem Artemis Quartett und dem Melos Quartett sowie Zusammenarbeit mit György Kurtág, Tabea Zimmermann, Walter Levin, Alfred Brendel, Jörg Widmann, Leon Fleisher u. a.
Im Jahr 1998 kam das Ensemble in das Förderprogramm der Kammermusikstiftung Villa Musica und seit Februar 2003 wird das Quartett vom Yehudi Menuhin Live Music Now e.V. gefördert. Es folgten Kammermusikstudien an der Staatlichen Hochschule für Musik und darstellende Kunst Stuttgart, an der Hochschule für Musik und Tanz Köln, am Instituto International de Música de Cámara der Königlichen Hochschule Madrid und an der Hochschule für Musik und Theater „Felix Mendelssohn Bartholdy“ Leipzig (Tutorium).

## Auszeichnungen und Förderungen
- Opus Klassik, Beste Kammermusikeinspielung Quartett (2019)[10]
- International Classical Music Awards (2014)
- BBC New Generation Artists (2011–2013)
- stART-Programm Bayer Kultur (2009–2012)
- Internationaler Kammermusikwettbewerb Hamburg (2009)
- London International String Quartett Competition (2009)
- Premio Paolo Borciani, Reggio Emilia (2008)
- Sonderpreis Zonta International (2004)
- Deutscher Musikwettbewerb (2004)
- Sonderpreis des Rheingau Musik Festivals (2000)
- Thomastik-Infeld-Preis (1999)
- 1. Preis beim Internationalen Charles Hennen Concours, Heerlen (1997)
- 1. Bundespreis bei Jugend musiziert (1995)

## Einspielungen
Seit 2009 nimmt das Signum Quartett für das Label Capriccio auf.
- alla czeca: Antonín Dvořák – Streichquartett in G-Dur, op.106, Erwin Schulhoff – Fünf Stücke für Streichquartett (1923), Josef Suk – Meditation über den alten tschechischen Choral „St Wenceslaus“, op. 35, Capriccio (2015)
- soundescapes: Claude Debussy – Streichquartett in G-Moll, op. 10, Thomas Adès – Arcadiana, Maurice Ravel – Streichquartett in F-Dur, Capriccio (2015)
- No 3:  Alban Berg – Streichquartett op. 3, Béla Bartók – Streichquartett Nr. 3, Alfred Schnittke – Streichquartett Nr. 3, Capriccio (2013)
- Quartettsätze mit Werken von Hugo Wolf, Giacomo Puccini, Carl Orff (Ersteinspielung), Charles Ives, Wolfgang Rihm, Franz Schubert, Anton Webern, Capriccio (2011)
- Hornquintette von Wolfgang Amadeus Mozart, Wilhelm Gottlieb Hauff, Franz Anton Hoffmeister, Michael Haydn, Ludwig van Beethoven, mit Nury Guarnaschelli, Horn, Capriccio (2011)
- Streichquartette Nr. 1 und 2 von Ludwig Thuille, Ersteinspielung, Capriccio (2010) u. a.

Als Gast:
- Erkki-Sven Tüür – Lost Prayers, ECM (2020)
- Jörg Widmann – Viola Concerto, 24 Duos, "Jagdquartett": Streichquartett Nr. 3, Harmonia Mundi (2018)
- Brahms: Johannes Brahms – Sonaten für Viola und Klavier, op. 120, Ungarische Tänze Nr. 4, 5 und 16 bearbeitet für Viola und Streichquartett, mit Nils Mönkemeyer, Viola und William Youn, Klavier, Sony Classical (2015)

Seit 2017 wurden Aufnahmen mit dem Label Pentatone realisiert.
- Schubert – Ins stille Land. PENTATONE PTC 5186732 (2020)
- Schubert – Aus der Ferne. PENTATONE PTC 5186673 (2018)